# Ermita Santuario de la Virgen del Carmen de Cervera del Maestre
La Ermita del Carmen, también conocida como Ermita de la Mare de Déu de la Costa, está ubicada en una pequeña elevación, de aproximadamente 280 metros sobre el nivel del mar, en una zona de cultivo a menos de un quilómetro al sur de Cervera del Maestre. Para llegar hasta la ermita hay que coger un camino que parte de la calle del Carmen del núcleo urbano de Cervera del Maestre y que va subiendo hasta la cima del montículo en donde se localiza.
Se trata de una ermita catalogada como Bien de Relevancia Local, con código: 12.03.044-005.
Se le conoce como ermita de la Mare de Déu de la Costa porque durante un tiempo tuvo la imagen de esta advocación mariana en su interior, que es la patrona de Cervera del Maestre. Esta advocación es única en la provincia de Castellón, y puede considerarse que tiene remotos orígenes en tiempos de la Reconquista. Se trata de una talla de madera datada en el siglo XIV, de una virgen sentada con el Niño sobre la rodilla izquierda y con cetro en la mano derecha. La imagen, junto con un retablo gótico y unas tablas con pinturas de escenas de la vida de la Virgen se trasladaron a la iglesia parroquial del núcleo poblacional cuando la ermita dejó de tener culto. Pese a ello, todos estos tesoros artísticos se destruyeron durante la  guerra civil y la imagen se sustituyó por una réplica lo más exacta posible.
La ermita se inició posiblemente durante el siglo XIV, y se dejó de utilizar para el culto en el siglo XIX tras haber sido empleada para refugiar ganado durante una gran tormenta. Es por ello que a partir de ese momento se empleó como almacén, lo cual ha deteriorado el edificio llegando a estar en un estado de peligrosa ruina.

## Descripción
Se trata de un edificio de nave única, con muros de mampostería y sólidos contrafuertes externos. Su cubierta exterior es a dos aguas y se remata con tejas rojas.
Puede observarse la casa del ermitaño adosada en el lateral izquierdo de la ermita. Se accede a la ermita por los pies de la planta, que constituyen su fachada principal que finaliza con una espadaña de reducidas dimensiones y una sola campana. La puerta de acceso presenta arco de medio punto con dovelas de sillares, que también pueden verse como refuerzos en las esquinas.
Por su parte en la cabecera de la ermita se puede ver una ligera elevación, por lo que su cubierta es independiente del resto del edificio y en vez de dos aguas presenta cuatro vertientes.

## Festividad
La Virgen del Carmen se celebra el 16 de julio, pero cuando se abandonó el culto se pasó a trasladar la romería que se hacía por esta festividad al día de Santa Catalina y se acudía a la ermita a cantar los Gozos.